# Euphrosine setosissima
Euphrosine setosissima är en ringmaskart som beskrevs av Ehlers 1900. Euphrosine setosissima ingår i släktet Euphrosine och familjen Euphrosinidae. Inga underarter finns listade i Catalogue of Life.